# Републикански път III-308
Републикански път IIІ-308 е третокласен път, част от републиканската пътна мрежа на България, преминаващ по територията на Софийска и Врачанска област. Дължината му е 29,8 км.
Пътят се отклонява надясно при 186 км на Републикански път I-3 в източната част на село Правешка Лакавица и се насочва на север. Преминава през центъра на селото и след 6,4 км слиза в долината на река Малки Искър при село Калугерово. В селото пресича реката и продължава на север покрай десният ѝ бряг. Преминава през село Своде и след 4,7 км навлиза в Област Враца, като минава през село Средни рът и достига до село Караш. В този си участък (между селата Своде и Караш) пътят е с трошено-каменна покривка. След това пътят минава през село Хубавене и южно от град Роман се съединява с Републикански път III-103 при неговия 32,7 км.
| Пътища, отклоняващи се надясно (населено място, № на пътя, посока на пътя) | Км   | Пътища, отклоняващи се наляво (посока на пътя, № на пътя, населено място) |
| -------------------------------------------------------------------------- | ---- | ------------------------------------------------------------------------- |
| Община Правец, Софийска област, I-3, 186 км, с. Правешка Лакавица →        | 0,0  | → с. Правешка Лакавица, 186 км, I-3, Софийска област, Община Правец       |
| (за селата Манаселска река и Видраре) общински път, с. Калугерово ←        | 6,4  | с. Калугерово                                                             |
| с. Калугерово                                                              | 7,9  | → с. Калугерово, общински път (за Чекотински манастир)                    |
| с. Своде                                                                   | 11,4 | с. Своде                                                                  |
| Община Роман, Област Враца                                                 | 16,1 | Област Враца, Община Роман                                                |
| с. Средни рът                                                              | 17,5 | с. Средни рът                                                             |
| с. Караш                                                                   | 24,4 | → с. Караш, общински път (за селата Синьо бърдо и Курново)                |
| с. Хубавене                                                                | 27,2 | с. Хубавене                                                               |
| (до 7,1 км на I-4) III-103, 32,7 км ←                                      | 29,8 | ← 32,7 км, III-103 (от гр. Мездра)                                        |